# Suisse aux Jeux olympiques d'été de 1932
La Suisse participe aux Jeux olympiques d'été de 1932 à Los Angeles, aux États-Unis. Elle y remporte une médaille d'argent, se classant 22e placeà la  au tableau des médailles. La délégation suisse compte 5 sportifs (5 hommes).

## Médaille
| Médaille                           | Nom          | Sport       | Compétition |
| ---------------------------------- | ------------ | ----------- | ----------- |
| Médaille d'argent, Jeux olympiques | Georges Miez | Gymnastique | Sol hommes  |

## Engagés par sport

### Athlétisme
Courses
| Athlète            | Épreuve      | Série        | Série              | Quart de finale | Quart de finale | Demi-finale | Demi-finale | Finale   | Finale |
| Athlète            | Épreuve      | Résultat     | Rang               | Résultat        | Rang            | Résultat    | Rang        | Résultat | Rang   |
| ------------------ | ------------ | ------------ | ------------------ | --------------- | --------------- | ----------- | ----------- | -------- | ------ |
| Paul Martin        | 800 m        | 1 min 58 s 4 | 5e de sa série (E) | NC              | NC              | NC          | NC          | NC       | NC     |
| Paul Martin        | 1500 m       | 3 min 59 s 1 | 5e de sa série (E) | NC              | NC              | NC          | NC          | NC       | NC     |
| Arthur Tell Schwab | 50 km marche | DNF          | DNF                | NC              | NC              | NC          | NC          | NC       | NC     |

Concours
| Athlète     | Épreuve         | Qualification | Qualification | Finale   | Finale |
| Athlète     | Épreuve         | Distance      | Rang          | Distance | Rang   |
| ----------- | --------------- | ------------- | ------------- | -------- | ------ |
| Paul Riesen | Saut en hauteur | -             | -             | 1.80     | 14e    |

### Escrime
| Athlète             | Épreuve            | Quart de finale | Quart de finale | Demi-finale | Demi-finale | Finale   | Finale |
| Athlète             | Épreuve            | Résultat        | Rang            | Résultat    | Rang        | Résultat | Rang   |
| ------------------- | ------------------ | --------------- | --------------- | ----------- | ----------- | -------- | ------ |
| Paul de Graffenried | Épée individuel    | 3 victoires     | 5e              | 0 victoire  | 9e (E)      | NC       | NC     |
| Paul de Graffenried | Fleuret individuel | 8 points        | 6e              | 11 points   | 4e          | 4 points | 11e    |

### Gymnastique
| Athlète      | Épreuve         | Qualification | Qualification | Finale   | Finale                             |
| Athlète      | Épreuve         | Distance      | Rang          | Distance | Rang                               |
| ------------ | --------------- | ------------- | ------------- | -------- | ---------------------------------- |
| Georges Miez | Concours au sol | -             | -             | 28.30    | Médaille d'argent, Jeux olympiques |